# San Antonio de los Remedios
San Antonio de los Remedios är en ort i Mexiko, tillhörande kommunen Ixtlahuaca i den västra delen av delstaten Mexiko. Orten hade 949 invånare vid folkräkningen 2010.